# Geneticin
Geneticin (G-418) ist eine antibakteriell wirksame Substanz (Antibiotikum) aus der Gruppe der Aminoglycoside. Es vermittelt seine antibiotische Wirkung über eine Hemmung der Proteinbiosynthese. Da Geneticin in besonderem Ausmaß auch die Proteinbiosynthese in Zellen höherer Organismen (z. B. Säugetierzellen) hemmt, findet Geneticin keine therapeutische Anwendung. Sein wichtigstes Anwendungsgebiet ist die Zellbiologie, in welcher Geneticin zur Selektion von genetisch veränderten Zelllinien dient.

## Vorkommen
Geneticin wurde erstmals 1974 aus dem Micromonospora rhodorangea-Stamm NRRL 5326 isoliert.

## Wirkmechanismus
Wie auch die anderen Aminoglykoside hemmt Geneticin die zelluläre Proteinbiosynthese. Während viele Aminoglykoside ausschließlich prokaryotische 70S-Ribosomen in verschiedenen Stadien der Translation inhibieren, wirkt Geneticin auch auf die Proteinbiosynthese in eukaryotischen Zellen. So bindet Geneticin an die 80S-Ribosomen aus Pilzen, Algen, pflanzlichen wie auch aus tierischen Zellen. An Ribosomen gebundenes Geneticin verhindert die Elongation der Translation.

## Anwendungsgebiete
Geneticin findet insbesondere in der Zellbiologie zur Selektion stabil transfizierter eukaryotischer Zellen Anwendung. Hierbei wird einerseits die Zelltoxizität des Geneticins für eukaryotische Zellen und andererseits die Möglichkeit der intrazellulären Geneticininaktivierung durch Einschleusung eines Neomycin-Geneticin-Resistenzgens (Neor) ausgenutzt. Die für Resistenzen gegen Geneticin verantwortlichen Gene codieren für Aminoglykosid-Phosphotransferasen (APT). Diese phosphorylieren Geneticin an den Hydroxygruppen und unterdrücken damit die Wirkung der Substanz.